# Astraea-Klasse
Die Astraea-Klasse war eine Klasse von acht Geschützten Kreuzern der Royal Navy. Sie waren als verbesserte Version der Geschützten Kreuzer der Apollo-Klasse konzipiert. Der Bau aller Schiffe erfolgte auf den Marinewerften von Devonport, Pembroke, Chatham, Portsmouth und Sheerness und nicht wie bei der vorhergehenden Apollo-Klasse überwiegend auf Privatwerften. Die Schiffe waren für den Einsatz in tropischen Gewässern gebaut worden und hatten alle einen kupferbeschlagenen Rumpf. Bei Ausbruch des Ersten Weltkriegs waren noch sieben Kreuzer vorhandenen. HMS Astraea und die Fox waren noch als Auslandskreuzer im Einsatz und blieben dies bis zum Kriegsende. Die seit langem in Reserve befindliche Charybdis wurde wieder aktiviert und diente bis zum Ausfall durch eine Kollision im Januar 1915 im Atlantik. Die anderen vier wurden nur noch für stationäre Hilfsdienste herangezogen. 1920 bis 1923 wurden die Schiffe ausgesondert und verkauft. Dem Abbruch entging die Hermione, die von The Marine Society als stationäres Schulschiff angekauft und wie seine Vorgänger in Warspite umbenannt wurde. 1940 wurde die Ausbildung auf dem nahe Greenwich liegenden Schiff wegen der Bombengefahr des Zweiten Weltkriegs aufgegeben und auch dieses Schiff abgebrochen.

## Baugeschichte

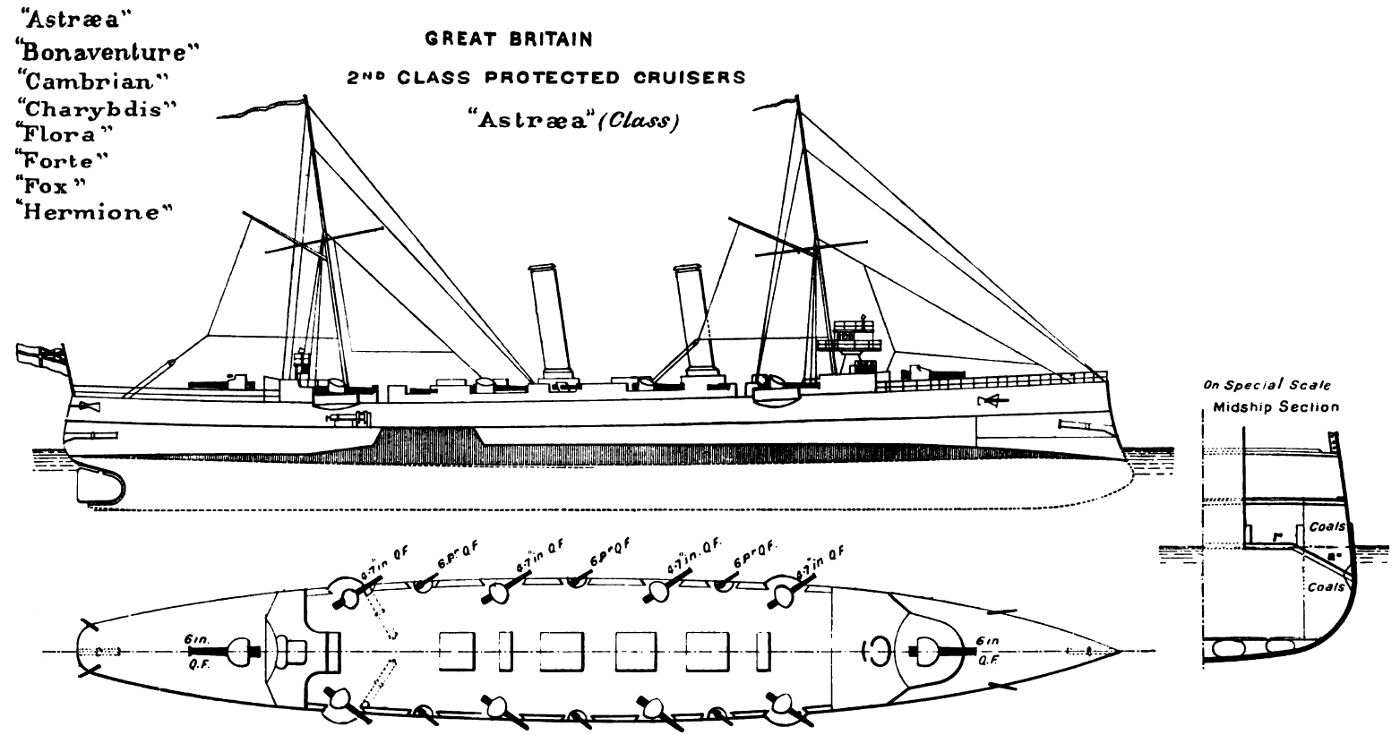
Risszeichnung der Astraea-Klasse, Brassey’s Naval Annual 1897

Die acht Kreuzer wurden auf Grund der Beschlüsse des Naval Defence Act von 1889 in den 1890er-Jahren als verbesserte Version der Apollo-Klasse beschafft. Sie verdrängten etwa 1000 ts mehr als die vorausgehende Klasse, verfügten über bessere Seeeigenschaften und hatten eine etwas stärkere und besser platzierte Bewaffnung. Dies wurde durch das zusätzliche, durchgehende Deck erreicht, das den Schiffen einen höheren Freibord gab und den Waffen einen höheren Standort. Die Verbesserung wurden dennoch kritisiert, weil die Bewaffnung mit nur zwei weiteren 120-mm-Geschützen nicht wesentlich verstärkt war und auch in den Bereichen Geschwindigkeit und Reichweite keine Verbesserung bestand. Die Kreuzer wurden alle auf staatlichen Marinewerften gebaut, wobei drei in Devonport, zwei in Pembroke und je ein Kreuzer in Sheerness, Chatham und Portsmouth entstanden.

## Einsätze
Alle acht Schiffe der Klasse waren zumindest für einige Zeit in Übersee, besonders im Indischen und Pazifischen Ozean, stationiert. Ungeachtet der Tatsache, dass sie veraltet waren, wurden alle mit Ausnahme der 1914 in die Niederlande zum Abbruch verkauften Forte im Ersten Weltkrieg eingesetzt.
Die Kreuzer kamen zwischen Juli 1894 und April 1896 in den Dienst und dienten meist auf Auslandsstationen. Im Sommer 1906, als sie alle über 10 Jahre im Dienst waren, dienten Astraea und Flora auf der China Station, Cambrian bei der Australian Squadron, Fox auf der East Indies Station und Forte auf der Cape of Good Hope Station. Charybdis und Hermione befanden sich in der Reserve in Chatham bzw. Portsmouth. Die im Frühjahr aus dem Pazifik heimgekehrte Bonaventure war außer Dienst und wurde zum U-Boot-Tender umgebaut.
HMS Bonaventure war als erstes Schiff der Klasse Ende 1892 vom Stapel gelaufen. Sie kam bis zum Frühjahr 1906 auf der Pacific Station an der amerikanischen Westküste und der China Station zum Einsatz und wurde bis 1907 in ein U-Boot-Mutterschiff umgebaut. Sie verbrachte auch den Ersten Weltkrieg in dieser Rolle und wurde 1920 zum Abwracken verkauft.
Die Cambrian kam als zweites Schiff der Klasse noch 1894 in Dienst. Seit 1905 diente sie beim Australien-Geschwader, dessen letztes Flaggschiff sie im Januar 1913 wurde, bevor im Sommer die Australische Marine nach Ankunft ihrer Neubauten diesen Bereich übernahm und sie im Oktober 1913 nach Großbritannien zurückkehrte, um dort ausgemustert und verkauft zu werden. Der Ausbruch des Ersten Weltkriegs schob den Verkauf auf und sie wurde ein Ausbildungsschiff für Heizer unter dem Namen Harlech. 1921 noch in Vivid umbenannt, wurde sie schließlich 1923 zum Abbruch verkauft.

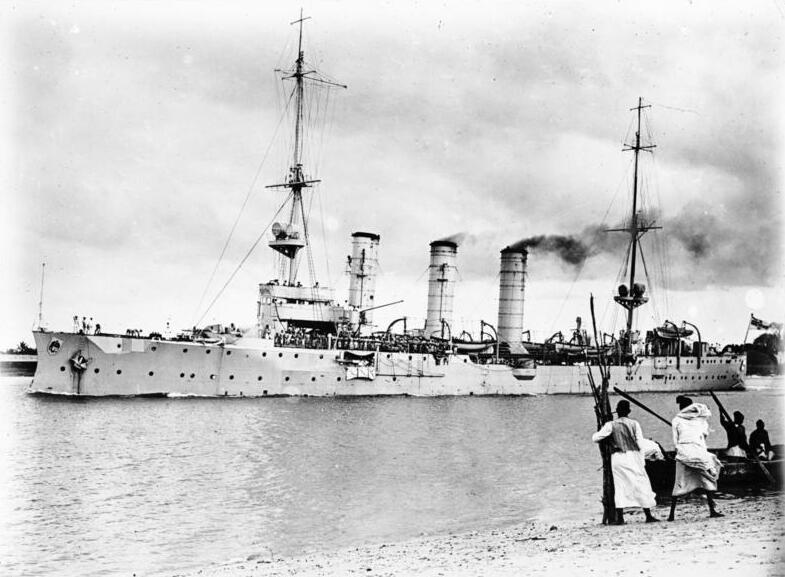
Die Königsberg

Die Namensgeberin der Klasse, die Astraea, wurde erst als drittes Schiff der Klasse am 17. März 1893 zu Wasser gelassen. Die Astraea diente auf der China Station und seit 1908 in Indien, ehe sie 1912 der Reserve in der Nore zugeteilt wurde. 1913 wurde sie an das Kap der Guten Hoffnung verlegt. Dort blieb sie auch während des Krieges. Am 31. Juli verfolgte sie vor Daressalam vergeblich die in den Indischen Ozean zum Kreuzerkrieg auslaufende Königsberg zusammen mit dem britischen Kap-Geschwader, dem noch die Pegasus und als Flaggschiff die Hyacinth angehörten. Später nahm sie an der Beschießung von Daressalaam und der Blockade der Königsberg im Delta des Rufiji teil. Nach deren Ende wurde sie zeitweise vor Kamerun eingesetzt. Nach dem Krieg wurde sie ausgemustert und 1920 zum Abbruch verkauft.

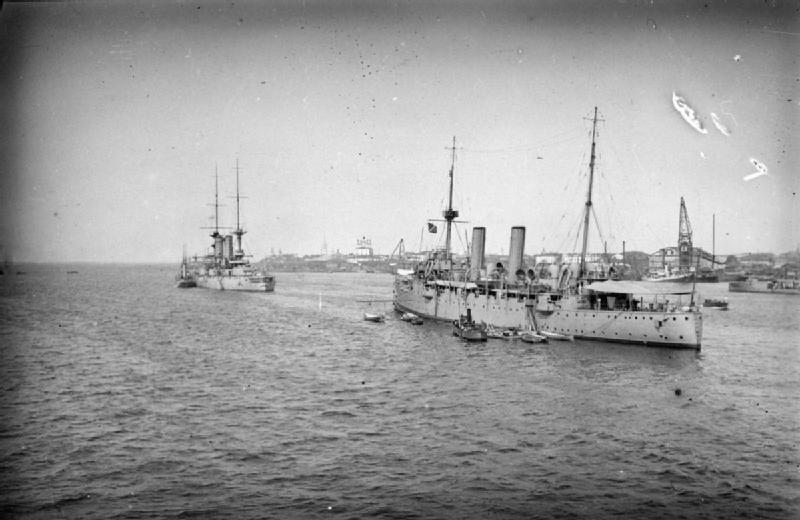
Die Fox mit dem erbeuteten russischen Schlachtschiff Tschesma in Archangelsk 1919

Die Fox, die als letztes Schiff der Klasse erst im April 1896 in den Dienst kam, diente meist in Indien, wo sie ab 1908 durchgehend verblieb. Nach der Jagd auf deutsche Handelsschiffe verlegte sie nach Ostafrika und nahm auch an der Blockade der Königsberg teil. 1917 wurde sie im Roten Meer zur Unterstützung des Arabischen Aufstands gegen die Türken eingesetzt, beschoss türkische Stellungen und Häfen und transportierte arabische Truppen.
1919 nahm sie noch an der Alliierten Intervention im Weißen Meer teil, ehe auch sie 1920 zum Abbruch verkauft wurde.
HMS Charybdis verbrachte den Großteil ihrer Dienstzeit in britischen Gewässern und unternahm nur gelegentliche Fahrten in den Indischen Ozean und den Fernen Osten. 1902 war sie Flaggschiff der britischen Einheiten vor Venezuela, die während der Venezuela-Krise dort mit Schiffen der deutschen Marine, unter anderen der Große Kreuzer Vineta, zusammenarbeiteten. Seit 1906 gehörte sie zur Reserve. Bei Ausbruch des Krieges wurde sie dem 12. Kreuzergeschwader im Nordatlantik zugeteilt, dem auch drei Kreuzer der (nachfolgenden) Eclipse-Klasse angehörten. Im Januar 1915 wurde sie bei einer Kollision schwer beschädigt. Zuerst noch für Hafenaufgaben in Bermuda eingesetzt, wurde sie ab 1917 zu einem Handelsschiff umgebaut und 1918 an eine Reederei ausgeliehen. 1920 wurde sie an die Marine zurückgegeben, die sie 1922 zum Abbruch verkaufte.
Die Hermione war das Schiff der Klasse mit der längsten Einsatzzeit. Sie diente in Heimatgewässern wie vor Südafrika und befand sich seit 1910 meist in der Reserve. Sie sollte Tender für das erste britische Marineluftschiff werden und wurde zu Versuchen mit Flugzeugen herangezogen. 1914 wurde sie kurzzeitig als Wachschiff in Southampton eingesetzt und dann ab 1916 als Mutterschiff für Motorboote. 1919 außer Dienst gestellt wurde der Kreuzer von der Marine Society 1922 gekauft und – in Warspite umbenannt–, als stationäres Schulschiff eingesetzt. 1940 wurde sie dann auch abgebrochen.
HMS Flora hatte an der kanadischen Westküste und vor China gedient und stand 1914 zum Verkauf. Nach dem Kriegsausbruch diente sie in Devonport als Werkstattschiff, erhielt den Namen Indus II und wurde 1922 zum Abbruch verkauft.
Die Forte diente am Kap der guten Hoffnung und vor Westafrika. Sie wurde 1914 als erstes Schiff der Klasse zum Abbruch verkauft.

## Schiffe der Astraea-Klasse
| Bonaventure                                       | Devonport Dockyard  | Dezember 1890  | 2. Dezember 1892  | 5. Juli 1894     | U-Boot-Tender, zum Abbruch 1920                                 |
| Cambrian                                          | Pembroke Dockyard   | 1890           | 30. Januar 1893   | 1894             | Heizerschulschiff, zum Abbruch 1923                             |
| Astraea                                           | Devonport Dockyard  | August 1890    | 17. März 1893     | 5. November 1895 | Kapgeschwader, zum Abbruch 1920                                 |
| Fox                                               | Portsmouth Dockyard | 1891           | 15. Juni 1893     | 14. April 1896   | Ostindien, zum Abbruch 1920                                     |
| Charybdis                                         | Sheerness Dockyard  | 1891           | 15. Juni 1893     | 14. Januar 1896  | 12. Kreuzergeschwader, 1915 schwer beschädigt, zum Abbruch 1922 |
| Hermione                                          | Devonport Dockyard  | Dezember 1891  | 7. November 1893  | 14. Januar 1896  | Depotschiff, 1922 Warspite, zum Abbruch 1940                    |
| Flora                                             | Pembroke Dockyard   | 1891           | 21. November 1893 | 1895             | Werkstattschiff, zum Abbruch 1923                               |
| Forte                                             | Chatham Dockyard    | September 1891 | 9. Dezember 1893  | November 1895    | zum Abbruch 1914                                                |
| Quellen: Conway’s 1860–1905, S. 77; Jane’s, S. 62 |                     |                |                   |                  |                                                                 |

Die sieben noch vorhandenen Schiffe der Klasse überstanden den Ersten Weltkrieg und wurden in den Jahren danach zur Verschrottung verkauft. Eine Ausnahme bildete die Hermione, die nach dem Krieg von der Marine Society übernommen und erst 1940 abgewrackt wurde.